# Hendrik Tuerlinckx
Hendrik Tuerlinckx (ur. 1 grudnia 1987 w Diest) – belgijski siatkarz, grający na pozycji atakującego, reprezentant Belgii. 

## Jako siatkarz

### Sukcesy klubowe
Mistrzostwo Belgii:
- 2010, 2013, 2014, 2015[3], 2016, 2017, 2021
- 2009, 2018, 2019
- 2011

Superpuchar Belgii:
- 2010, 2013, 2014, 2018, 2019

Puchar Belgii:
- 2011, 2013, 2016, 2017, 2018, 2019, 2020, 2021

### Sukcesy reprezentacyjne
Liga Europejska:
- 2013[4]

## Jako trener

### Sukcesy klubowe
Liga belgijska:
- 2025[5]